# 황화 사마륨(III)
황화 사마륨(III)(samarium(III) sulfide)은 사마륨과 황으로 이루어진 화합물이다. 분자식은 Sm2S3이다. 상온에서는 암갈색에서 적색을 띠는 결정 형태로 존재한다. 진공 상태에서 1900°C로 온도를 높이면 녹는다.

## 제법
사마륨의 무수 황산물, 무수 염화물 또는 산화물을 황화 수소와 고온에서 반응시키면 얻을 수 있다.

## 참고 문헌
- 化學大辭典編集委員會 편, 성용길, 김창홍 역, 《화학대사전》, 서울: 世和, 2001.